# LFG Roland D.II
Le LFG Roland D.II est un avion militaire de la Première Guerre mondiale biplan. 

## Conception
Le LFG Roland D.II dérivait du D.I, avec un empennage transformé afin de réduire la traînée. La hauteur de son fuselage était réduite, pour laisser un intervalle avec l'aile supérieure. Ceci excepté, l'avion était globalement similaire aux précédents. Une nouvelle amélioration donna le D.IIa.

## Engagements
L'armée allemande a préféré son concurrent, l'Albatros D.I. Seuls environ 230 exemplaires du Roland ont été construits. Le D.II et le D.IIa entrèrent en service au début de l'année 1917, mais ne furent pas très populaires auprès des pilotes de chasse allemands, qui se plaignaient du manque de champ visuel et de la lourdeur des commandes.
Rapidement surclassés par les nouveaux chasseurs français et britanniques, la majorité des quelque 300 chasseurs DI et D.II construits furent retirés du front de l'Ouest et transférés sur le front de l'Est, dans les Balkans, notamment en Macédoine, et au Moyen-Orient. Sur le théâtre des Balkans, considéré comme secondaire par tous les principaux belligérants, les escadrilles françaises sont également équipées d'avions démodés et le Roland D.II reste compétitif. Les aviateurs franco-britanniques le rencontreront à de multiples reprises en Macédoine jusqu'en 1918. Avec les Roland D.II reçus, les Allemands créent au mois de juin 1917 à Hudova une deuxième escadrille de chasse, la Jasta 38, qui couvre le front du Vardar. Ainsi renforcés, les chasseurs allemands prélèvent leur dû sur les avions alliés qui s'aventurent au-dessus de leurs lignes. C'est à bord d'un Roland D.II que le Vizefedwebel Gerhard Fieseler remporte sa première victoire confirmée, le 20 août 1917, malgré la mauvaise visibilité que cet appareil offre au pilote. Il pilotera plus volontiers un Albatros D.III, et un Fokker D.VII dans les derniers jours de la guerre, et deviendra l'as des as du front de Macédoine avec 19 victoires revendiquées, dont 15 confirmées par les archives françaises.
Six D.II ont été livrés en juillet 1917 à l'armée bulgare, suivis par six D.III livrés en mai 1918.

## Variantes
- D.III : version avec un fuselage moins profond et une voilure dont le plan supérieur était relevé.
- D.V : prototype au fuselage mieux profilé.

## Opérateurs
Empire allemand
- Luftstreitkräfte

 Bulgarie
- Force aérienne bulgare